# Valentine, Haute-Garonne
 Valentine  là một xã thuộc tỉnh Haute-Garonne trong vùng Occitanie tây nam nước Pháp. Xã này nằm ở khu vực có độ cao trung bình 371 mét trên mực nước biển.